# Virgil Thomson
Virgil Thomson (Kansas City, Misuri, 25 de noviembre de 1896 - Nueva York, 30 de septiembre de 1989) fue un compositor y crítico estadounidense.

## Biografía
Asistió a la Universidad Harvard con la intención de volverse pianista y organista. 
En 1921 estudió con Nadia Boulanger en París, donde conoció al colectivo musical francés conocido como Los Seis y dentro de cuyo círculo comenzó a componer. 
En Francia conoció a Gertrude Stein, con quien elaboró las óperas Four Saints in Three Acts en 1928 y The Mother of Us All en 1946. 
De regreso a Nueva York trabajó como crítico de música en el New York Herald Tribune. 
En 1988 recibió la Medalla Nacional de las Artes.

## Obra
Entre otros de sus trabajos se encuentran 

### Bandas sonoras
- La música cinematográfica del documental The Plow That Broke the Plains (1936) y
- La de la película Louisiana Story (1949, ganadora de un Premio Pulitzer).

### Óperas
- Four Saints in Three Acts ("Cuatro santos en tres actos"), libreto de Gertrude Stein, 1928.
- The Mother of Us All ("La madre de todos nosotros"), libreto de Gertrude Stein, 1947.
- Lord Byron, libreto de Jack Larson, 1966-1968.